# Daphne Arden
Daphne Arden-Slater, angleška atletinja, * 29. december 1941, Birkenhead, Anglija, Združeno kraljestvo.
Nastopila je na olimpijskih igrah leta 1964 ter osvojila bronasto medaljo v štafeti 4x100 m, osmo mesto v teku na 200 m in se uvrstila v polfinale teka na 100 m. Na evropskih prvenstvih je osvojila bronasto medaljo v štafeti 4x100 m leta 1962, na igrah skupnosti narodov pa srebrno medalji v štafeti 4x110 jardov istega leta.